# داستان یک شهر ۲
داستان یک شهر ۲ فصل دوم از سریال داستان یک شهر به تهیه کنندگی و کارگردانی اصغر فرهادی و نویسندگی اصغر فرهادی ، علیرضا بذرافشان محصول سال ۸۰-۱۳۷۹ است که در سال ۱۳۸۰ از شبکه پنج سیما پخش شد.

## بازیگران

### بازیگران اصلی
- بهاره رهنما (منیژه)
- رضا ایرانمنش
- سعید آقاخانی
- مانی کسراییان
- سروش صحت
- نیما رئیسی

### بازیگران مهمان
- فرهاد آئیش
- فرهاد اصلانی
- فریده دریامج
- حسین سلیمانی
- رضا بنفشه خواه
- اشکان خطیبی
- نازنین فراهانی
- صدیقه کیانفر
- بهنوش بختیاری
- شهرام حقیقت دوست
- محسن نقیبیان
- مالک سراج
- محمد یاراحمدی
- آتوسا رجبی
- فرشته سرابندی
- افسون افشار
- علیرضا ریاحی
- محمود جعفری
- رامین راستاد
- بهمن دان

و...

## جستار های وابسته
- داستان یک شهر (مجموعه تلویزیونی)